# ويليام تورنر (أستاذ جامعي)
ويليام تورنر (بالإنجليزية: William Turner)‏ هو كاهن كاثوليكي أمريكي، ولد في 8 أبريل 1871، وتوفي في 10 يوليو 1936.